# Shigpo Düdtsi
| Tibetische Bezeichnung                   |
| ---------------------------------------- |
| Tibetische Schrift: ཞིག་པོ་བདུད་རྩི           |
| Wylie-Transliteration: zhig po bdud rtsi |
| THDL-Transkription: Zhikpo Dütsi         |
| Andere Schreibweisen: Shikpo Dutsi       |
| Chinesische Bezeichnung                  |
| Vereinfacht: 修波度孜                    |
| Pinyin:Xiubo Duzi                        |

Shigpo Düdtsi (tib. zhig po bdud rtsi; geb. 1149; gest. 1199) war ein bedeutender Dzogchen (rDzogs chen)-Meister der Kama (bka' ma)-Tradition der Nyingma-Schule des tibetischen Buddhismus.
Zu seinen Lehrern zählten Lharje Cetön Gyanag (lha rje lce ston rgya nag) und Üpa Shigpo (dbus pa zhig po); zu seinen Schülern zählte Tatön Joye (rta ston jo yes; 1163–1230).